# دبلی لوگ (ژیتوراجا)
دبلی لوگ (به صربی: Debeli Lug) یک منطقهٔ مسکونی در صربستان است که در ژیتوراجا واقع شده‌است. دبلی لوگ ۳۴ نفر جمعیت دارد.